# Distretto di Hozat
Il distretto di Hozat (in turco Hozat ilçesi) è uno dei distretti della provincia di Tunceli, in Turchia.
| Controllo di autorità | VIAF (EN) 157282226 · LCCN (EN) n97908982 · J9U (EN, HE) 987007535631705171 |